# 100 v. Chr.
Portal Geschichte | Portal Biografien | Aktuelle Ereignisse | Jahreskalender | Tagesartikel

◄ |
2. Jahrhundert v. Chr. |
1. Jahrhundert v. Chr. |
1. Jahrhundert |
►

◄ | 120er v. Chr. | 110er v. Chr. | 100er v. Chr. | 90er v. Chr. |
80er v. Chr. |
►

◄◄ | ◄ | 103 v. Chr. | 102 v. Chr. | 101 v. Chr. | 100 v. Chr. |
99 v. Chr. |
98 v. Chr. |
97 v. Chr. |
► |
►►
Staatsoberhäupter

## Ereignisse

### Politik und Weltgeschehen

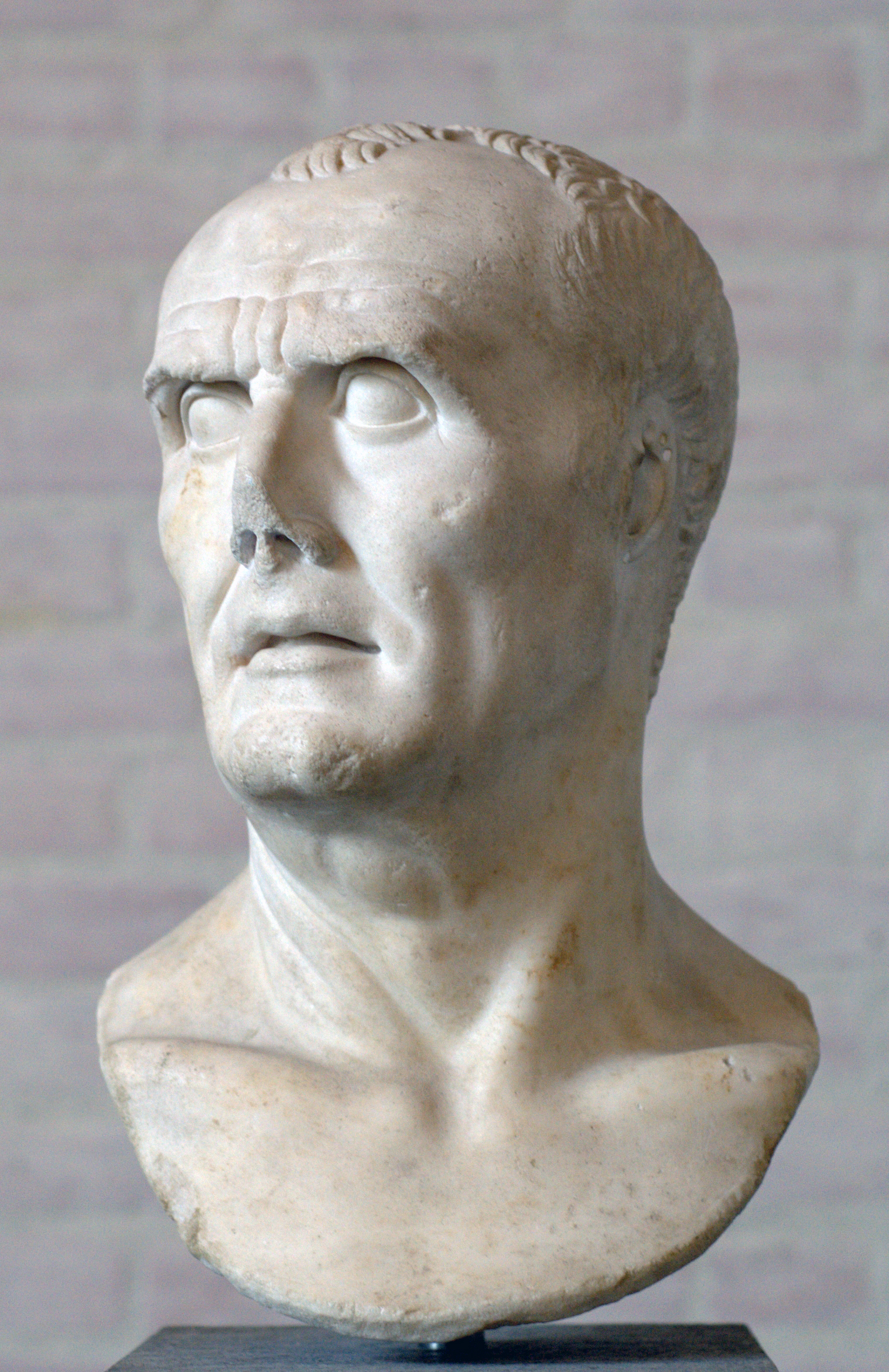
Gaius Marius (Münchner Glyptothek)

- Gaius Marius wird bereits zum sechsten Mal in Folge Konsul des Römischen Reichs. Er übernimmt das Amt gemeinsam mit Lucius Valerius Flaccus. Der Volkstribun Lucius Appuleius Saturninus, ein politischer Freund von Marius, setzt gegen den Widerstand des Senats Gesetze über neue Landverteilungen an Veteranen sowie weitere volksfreundliche Regelungen durch. Saturninus ist ein Vertreter der Popularen, einer Richtung innerhalb der römischen Führungselite, die in der Tradition der Gracchus-Brüder versucht, mit Unterstützung des Volkes am Senat vorbei Politik zu machen. Ihnen gegenüber stehen die Optimaten, die die althergebrachte Vormachtstellung des Ältestenrats erhalten wollen. Als Saturninus versucht, einen seiner Verbündeten zum Konsul wählen zu lassen und dabei einen Mitbewerber töten lässt, ruft der Senat den Notstand aus.
- Gaius Marius, der bislang mit Saturninus politisch kooperiert hat, sieht sich als amtierender Konsul nun gezwungen, gewaltsam gegen seinen Verbündeten vorzugehen. Bei den Kämpfen kommen Saturninus und viele seiner Anhänger ums Leben.

## Historische Karten und Ansichten

Politische Karte des Orients um 100 v. Chr.

### Kultur

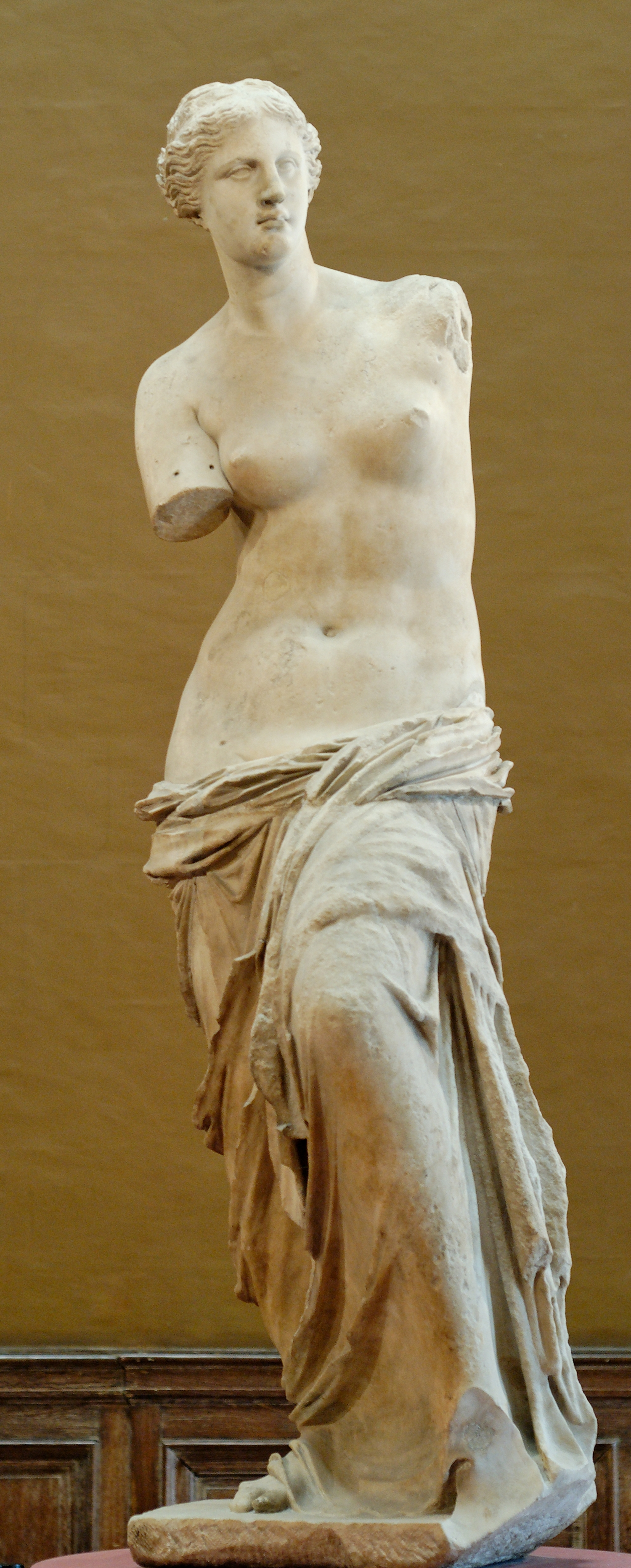
Venus von Milo (Louvre)

- um 100 v. Chr.: Ein unbekannter Künstler fertigt die später als Venus von Milo bekannte Statue.

## Geboren
- 13. Juli: Gaius Iulius Cäsar († (ermordet) 44 v. Chr.)
- um 100 v. Chr.: Antipatros, römischer Politiker, Vater von Herodes dem Großen († 43 v. Chr.)
- um 100 v. Chr.: Titus Labienus, römischer Offizier († 45 v. Chr.)
- um 100 v. Chr.: Cornelius Nepos, römischer Historiker († nach 28 v. Chr.)
- um 100 v. Chr.: Aemilia Scaura, römische Patrizierin († 82 v. Chr.)

## Gestorben
- 10. Dezember: Lucius Appuleius Saturninus, römischer Volkstribun (* um 138 v. Chr.)
- um 100 v. Chr.: Cornelia, Mutter der Gracchen (* um 190 v. Chr.)